# Journal of Wildlife Diseases
Das Journal of Wildlife Diseases (Abkürzung J. Wildl. Dis. oder JWD) ist eine tiermedizinische Fachzeitschrift für Wildtierkrankheiten unter Peer Review. Ihr Anspruch ist es, zu gesunden Wildtierbeständen und Ökosystemen, zur Erhaltung der Artenvielfalt und zu umweltverträglichen Lösungen im Sinne des One-Health-Konzepts beizutragen. Neben Originalarbeiten werden Forschungskurzmitteilungen, Fallberichte, epizootische Berichte, systematische Übersichtsarbeiten und Buchbesprechungen veröffentlicht.
Die Zeitschrift wird von der Wildlife Disease Association (WDA) herausgegeben. Für WDA-Mitglieder ist die Veröffentlichung von Arbeiten und für die meisten Mitgliedsschaftsoptionen auch der Bezug der Zeitschrift kostenlos.
Der Impact Factor beträgt 1,535, der h-Index 72.